# Molly Hagan
Molly Hagan (* 3. August 1961 in Minneapolis, Minnesota) ist eine US-amerikanische Schauspielerin.

## Leben
Molly Hagan spielte in unterschiedlichen Fernsehserien mit, unter anderem 1989 in The Nutt House als Sally Lonnaneck, 1991 bis 1994 in Herman's Head als Angel und in den 1990ern in Seinfeld als Roberta.
Sie hatte Gastauftritte in Columbo (1989: Die vergessene Tote, 1994: Todesschüsse auf dem Anrufbeantworter), Star Trek: Deep Space Nine als Außerirdische Vorta Eris, Charmed – Zauberhafte Hexen, Private Practice, Becker, Monk (2005: Mr. Monk wird gefeuert) und Golden Girls als Caroline Webber. 2008 folgten Gastauftritte in Cold Case – Kein Opfer ist je vergessen (in der Finalepisode der fünften Staffel als Lois Rabinski) und Bones – Die Knochenjägerin als Elsbeth King. Von 2004 bis 2007 spielte sie die Sue Singer in der Sitcom Unfabulous.

## Filmografie (Auswahl)

### Fernseh- und Kinofilme
- 1985: First Steps (Fernsehfilm)
- 1985: Cusack – Der Schweigsame (Code of Silence)
- 1986: Dallas – Wie alles begann (Dallas: The Early Years, Fernsehfilm)
- 1987: Ist sie nicht wunderbar? (Some Kind of Wonderful)
- 1988: Zärtliche Liebe (Fresh Horses)
- 1988: Flug ohne Rückkehr (Shootdown, Fernsehfilm)
- 1989: Columbo: Die vergessene Tote (Murder, Smoke and Shadows, Fernsehfilm)
- 1994: Columbo: Todesschüsse auf dem Anrufbeantworter (Butterfly in Shades of Grey, Fernsehfilm)
- 1994: Perry Mason – McKenzie und der erpresserische Moderator (Perry Mason: The Case of the Lethal Lifestyle, Fernsehfilm)
- 1995: Du schon wieder! (French Exit)
- 1996: Rockford: Falsche Freunde (The Rockford Files: Friends and Foul Play, Fernsehfilm)
- 1996: The Dentist
- 1996: Manchmal kommen sie wieder II (Sometimes They Come Back... Again)
- 1998: Ring frei! – Die Jerry Springer Story (Ringmaster)
- 1999: Election
- 2000: Wunder auf der Überholspur (Miracle in Lane 2, Fernsehfilm)
- 2000: Air Bud 3 – Ein Hund für alle Bälle (Air Bud: World Pup)
- 2002: Air Bud – Mit Baseball bellt sich's besser (Air Bud: Seventh Inning Fetch)
- 2008: Henry Poole – Vom Glück verfolgt (Henry Poole Is Here)
- 2008: The Babysitter (Kurzfilm)
- 2008: The Lucky Ones
- 2009: Prinzessinnen Schutzprogramm (Princess Protection Program, Fernsehfilm)
- 2010: Love Shack
- 2011: Red State
- 2011: Cinema Verite – Das wahre Leben (Cinema Verite, Fernsehfilm)
- 2012: Talhotblond – Mörderische Lügen (Talhotblond, Fernsehfilm)
- 2013: Abstieg in die Finsternis (Beneath)
- 2014: Katies Blog (Ask Me Anything)
- 2014: Blutiger Auftrag – Es gibt kein Entkommen (Not Safe for Work)
- 2015: We Are Your Friends
- 2015: Navy Seals vs. Zombies
- 2016: Sully
- 2017: The Keeping Hours
- 2018: Das Geheimnis von Michelle (Long Lost Daughter, Fernsehfilm)
- 2019: Boris and the Bomb
- 2020: All my Life – Liebe, als gäbe es kein Morgen (All My Life)

### Serienfolgen
- 1985: Unter der Sonne Kaliforniens (Knots Landing, 2 Folgen)
- 1985: Agentin mit Herz (Scarecrow and Mrs. King, Folge 3x06)
- 1987: Hotel (Folge 4x22)
- 1987: Alf (2 Folgen)
- 1989: The Nutt House (10 Folgen)
- 1990: Golden Girls (The Golden Girls, Folge 5x15 Das ganze Leben ist Reklame)
- 1991–1994: 4x Herman (Herman's Head, 72 Folgen)
- 1993: Seinfeld (Folge 5x11 Der Glaubenswechsel)
- 1993–1994: Mord ist ihr Hobby (Murder, She Wrote, 2 Folgen)
- 1994: Star Trek: Deep Space Nine (Folge 2x26 Der Plan des Dominion)
- 1995: Die Larry Sanders Show (The Larry Sanders Show, Folge 4x09)
- 1996–1997: Life's Work (18 Folgen)
- 1997: Diagnose: Mord (Diagnosis: Murder, Folge 5x09 Der Killersender)
- 1999: Allein gegen die Zukunft (Early Edition, Folge 3x13)
- 1999: Providence (Folge 2x01)
- 1999: Chicago Hope – Endstation Hoffnung (Chicago Hope, Folge 6x05)
- 1999/2004: JAG – Im Auftrag der Ehre (JAG, Fernsehserie, 2 Folgen)
- 2000: Strong Medicine: Zwei Ärztinnen wie Feuer und Eis (Strong Medicine, Folge 1x09)
- 2000–2001: Becker (3 Folgen)
- 2001: Invisible Man – Der Unsichtbare (The Invisible Man, Folge 2x05)
- 2001: Ein Hauch von Himmel (Touched by an Angel, Folge 8x10 Zauberhafte Schüler)
- 2002: Charmed – Zauberhafte Hexen (Charmed, Folge 4x16 Das fünfte Rad)
- 2002: Friends (Folge 8x21 Der Kochkurs)
- 2003: Six Feet Under – Gestorben wird immer (Six Feet Under, Folge 3x08)
- 2003: New York Cops – NYPD Blue (NYPD Blue, 2 Folgen)
- 2004: Monk (Folge 3x04 Mr. Monk wird gefeuert)
- 2004–2007: Unfabulous (41 Folgen)
- 2005: Numbers – Die Logik des Verbrechens (NUMB3RS, Folge 1x08 Identitätskrise)
- 2005: Navy CIS (Navy NCIS, Folge 2x19 Stimmen)
- 2005: Emergency Room – Die Notaufnahme (ER, Folge 11x21 Carter est amoureux)
- 2007: The Closer (Folge 3x01 Schattenleben)
- 2007: Private Practice (Folge 1x03 Addison findet Magie)
- 2008: Cold Case – Kein Opfer ist je vergessen (Cold Case, Folge 5x18)
- 2008: Ghost Whisperer – Stimmen aus dem Jenseits (Ghost Whisperer, Folge 4x03)
- 2008: Bones – Die Knochenjägerin (Bones, Folge 4x11 Ein Wind, der vom Tod erzählt)
- 2009: Grey’s Anatomy (Folge 5x19 Liebesbrief im Aufzug)
- 2009: Medium – Nichts bleibt verborgen (Medium, Folge 6x06)
- 2012: Desperate Housewives (Folge 8x18 Die richtige Gelegenheit)
- 2012: Perception (Folge 1x08 Kilimandscharo)
- 2013: The Mentalist (Folge 5x20 Ein Rezept für die Liebe)
- 2013: Navy CIS: L.A. (NCIS: Los Angeles, Folge 5x09 Außer Kontrolle)
- 2013: Masters of Sex (Folge 1x10)
- 2014: Longmire (Folge 3x03)
- 2014: Switched at Birth (Folge 3x15)
- 2014: Stalker (Folge 1x07)
- 2014: Castle (Folge 7x07 Wilde Flitterwochen)
- 2014–2015: Instant Mom (3 Folgen)
- 2015: True Detective (2 Folgen)
- 2015–2019: IZombie (7 Folgen)
- 2016: Navy CIS: New Orleans (NCIS: New Orleans, Folge 2x22 Blitz in der Küche)
- 2016: This Is Us – Das ist Leben (This Is Us, Folge 1x06 Das wahre Gesicht)
- 2016–2019: Jane the Virgin (7 Folgen)
- 2017: Big Little Lies (2 Folgen)
- 2017: Feud (Miniserie, Folge 1x08)
- 2017: Better Call Saul (Folge 3x03 Versunkene Kosten)
- 2017: Law & Order True Crime (Miniserie, 7 Folgen)
- 2017: Swedish Dicks (Folge 2x01)
- 2017/2019: The Orville (2 Folgen)
- 2018: Reverie (2 Folgen)
- 2018: How to Get Away with Murder (Folge 5x02 Wessen Blut ist das?)
- 2019: Strange Angel (2 Folgen)
- 2019: Nick für ungut (No Good Nick, 9 Folgen)
- 2019: Into the Dark (Folge 2x03)
- 2020: Narcos: Mexico (Folge 2x04)
- 2021–2024: Walker